# Weltmeisterschaften im Modernen Fünfkampf 1955
1955 fanden die Weltmeisterschaften im Modernen Fünfkampf zum zweiten Mal in Zürich in der Schweiz statt. Erstmals gewann die Sowjetunion Medaillen im Modernen Fünfkampf.

## Herren

### Einzel
| Platz | Land        | Sportler            |
| ----- | ----------- | ------------------- |
| 1     | Sowjetunion | Konstantin Salnikow |
| 2     | Finnland    | Olavi Mannonen      |
| 3     | Ungarn      | Aladár Kovácsi      |

### Mannschaft
| Platz | Land        | Sportler                                           |
| ----- | ----------- | -------------------------------------------------- |
| 1     | Ungarn      | István Szondy Aladár Kovácsi Géza Ferdinandy       |
| 2     | Sowjetunion | Igor Nowikow Pawel Rakitjanski Konstantin Salnikow |
| 3     | Schweiz     | Hansueli Glogg Erhard Minder Werner Vetterli       |

## Medaillenspiegel
| Platz | Land        | Goldmedaille | Silbermedaille | Bronzemedaille |
| 1     | Sowjetunion | 1            | 1              | –              |
| 2     | Ungarn      | 1            | –              | 1              |
| 3     | Finnland    | –            | 1              | –              |
| 4     | Schweiz     | –            | –              | 1              |